# Aneurus deborahae
Aneurus deborahae är en insektsart som beskrevs av Picchi 1977. Aneurus deborahae ingår i släktet Aneurus och familjen barkskinnbaggar. Inga underarter finns listade i Catalogue of Life.